# Barrancoueu
Barrancoueu är en kommun i departementet Hautes-Pyrénées i regionen Occitanien i sydvästra Frankrike. Kommunen ligger i kantonen Arreau som tillhör arrondissementet Bagnères-de-Bigorre. År 2022 hade Barrancoueu 38 invånare.

## Befolkningsutveckling
Antalet invånare i kommunen Barrancoueu
| Referens: INSEE |